# Arnaud Souquet
Arnaud Souquet (Parijs, 12 februari 1992) is een Frans voetballer die bij voorkeur als defensieve middenvelder speelt. In augustus 2019 verruilde hij KAA Gent voor Montpellier HSC.

## Clubcarrière

### Lille OSC
Souquet speelde tot zijn vijftiende bij CO Vincennois. In 2007 werd hij opgemerkt door scouts van Lille OSC. Hij maakte zijn profdebuut voor Lille in de Europa League in oktober 2009 tegen het Tsjechische Slavia Praag. Hij speelde de volledige wedstrijd. Lille won met 5-1. Hij scoorde het vijfde doelpunt enkele minuten voor affluiten en gaf een assist op Pierre-Alain Frau. Op 17 oktober 2009 maakte hij zijn competitiedebuut tegen Stade Rennais. Hij begon in de basis, maar werd in de rust naar de kant gehaald. De wedstrijd eindigde in 0-0.

### Moeskroen
Op 17 juli 2012 besloot Lille OSC om Souquet een seizoen uit te lenen aan Royal Mouscron-Péruwelz, op dat moment actief in de Belgische Tweede klasse.

### KAA Gent
Souquet tekende op 31 augustus 2018 een contract voor 4 seizoenen bij KAA Gent. De transfersom voor Souquet bedroeg 3 miljoen. Hij moest het vertrek van Thomas Foket bij Gent opvangen. Souquet debuteerde er op 16 september 2018 in een thuiswedstrijd tegen Sint-Truiden. Hij startte meteen in de basis maar werd wegens een lichte blessure tijdens de rust vervangen door Dylan Bronn. De wedstrijd eindigde op 1-2. Souquet bleef de rest van het seizoen een vaste waarde bij Gent als rechtsachter.

### Montpellier
Na één seizoen bij Gent trok Souquet naar de Franse eersteklasser Montpellier HSC.

### Spelersstatistieken
| Seizoen         | Club             | Land               | Competitie         | Competitie | Competitie | Beker | Beker | Supercup | Supercup | Internationaal | Internationaal | Totaal | Totaal |
| Seizoen         | Club             | Land               | Competitie         | Wed.       | Dlp.       | Wed.  | Dlp.  | Wed.     | Dlp.     | Wed.           | Dlp.           | Wed.   | Dlp.   |
| --------------- | ---------------- | ------------------ | ------------------ | ---------- | ---------- | ----- | ----- | -------- | -------- | -------------- | -------------- | ------ | ------ |
| 2009/10         | Lille OSC        | Vlag van Frankrijk | Ligue 1            | 1          | 0          | 1     | 0     | 0        | 0        | 1              | 1              | 3      | 1      |
| 2010/11         | Lille OSC        | Vlag van Frankrijk | Ligue 1            | 0          | 0          | 0     | 0     | 0        | 0        | 0              | 0              | 0      | 0      |
| 2011/12         | → Paris FC       | Vlag van Frankrijk | National           | 33         | 1          | 2     | 0     | 0        | 0        | 0              | 0              | 35     | 1      |
| 2012/13         | → Royal Mouscron | Vlag van België    | Tweede klasse      | 13         | 0          | 3     | 0     | 0        | 0        | 0              | 0              | 16     | 0      |
| 2013/14         | Lille OSC        | Vlag van Frankrijk | Ligue 1            | 0          | 0          | 0     | 0     | 0        | 0        | 0              | 0              | 0      | 0      |
| 2014/15         | JA Drancy        | Vlag van Frankrijk | CFA                | 2          | 1          | 0     | 0     | 0        | 0        | 0              | 0              | 2      | 1      |
| 2014/15         | Le Poiré-sur-Vie | Vlag van Frankrijk | National           | 21         | 0          | 5     | 0     | 0        | 0        | 0              | 0              | 26     | 0      |
| 2015/16         | Dijon FCO        | Vlag van Frankrijk | Ligue 2            | 27         | 0          | 6     | 0     | 0        | 0        | 0              | 0              | 33     | 0      |
| 2016/17         | OGC Nice         | Vlag van Frankrijk | Ligue 1            | 26         | 1          | 2     | 0     | 0        | 0        | 3              | 0              | 31     | 1      |
| 2017/18         | OGC Nice         | Vlag van Frankrijk | Ligue 1            | 29         | 0          | 2     | 0     | 0        | 0        | 8              | 1              | 39     | 1      |
| 2018/19         | KAA Gent         | Vlag van België    | Jupiler Pro League | 31         | 0          | 5     | 0     | 0        | 0        | 0              | 0              | 36     | 0      |
| 2019/20         | Montpellier HSC  | Vlag van Frankrijk | Ligue 1            | 1          | 0          | 0     | 0     | 0        | 0        | 0              | 0              | 1      | 0      |
| Carrière totaal | Carrière totaal  | Carrière totaal    | Carrière totaal    | 184        | 3          | 26    | 0     | 0        | 0        | 12             | 2              | 222    | 5      |

Bijgewerkt t.e.m. 15 augustus 2019.

## Interlandcarrière
Souquet speelde voor diverse Franse jeugdelftallen. Voor Frankrijk -20 speelde hij vijf interlands.
1 Dizdarević ·
3 Sylla ·
4 Kouyaté ·
5 Sagnan ·
6 Jullien ·
7 Nordin ·
8 Adams ·
9 Al-Taamari ·
10 Khazri ·
11 Savanier  ·
12 Ferri ·
13 Chotard ·
14 Maamma ·
15 Barès ·
16 Bertaud ·
17 Sainte-Luce ·
19 Nzingoula ·
20 Touré ·
21 Mincarelli ·
22 Fayad ·
27 Omeragić ·
29 Tchato ·
40 Lecomte ·
52 Maksimović ·
70 Coulibaly ·
77 Sacko ·
Coach: Gasset